# Exploración de los Altos Alpes

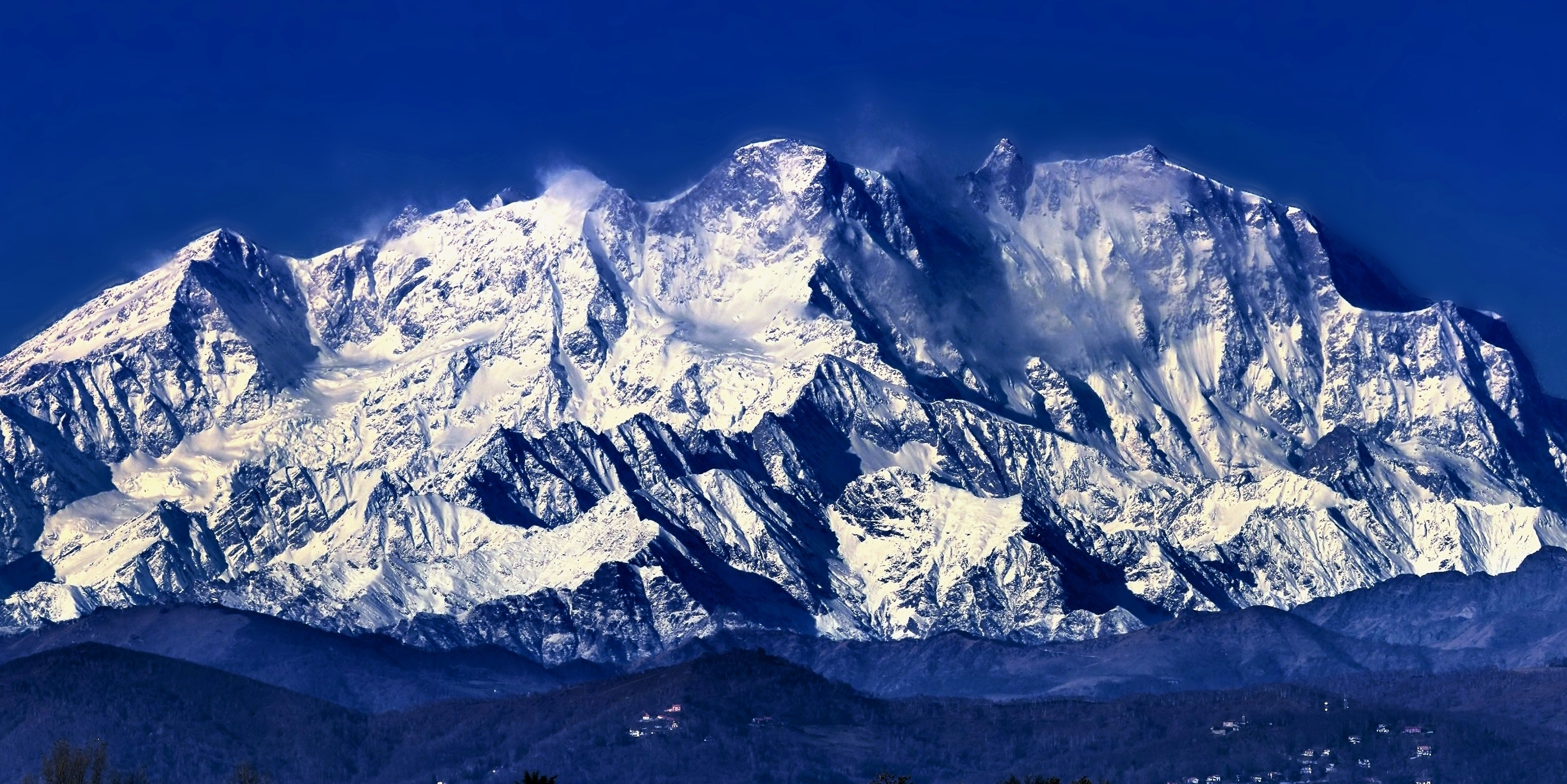
Vista del monte Rosa

La exploración de los Altos Alpes se desarrolló principalmente en los siglos XIX y XX. La región de los Altos Alpes permaneció durante mucho tiempo ajena a la atención de los hombres de los valles vecinos, incluso cuando los viajeros alpinos (por distinguirlos de los montañeros alpinos) comenzaron a visitar estos valles. Se sabe que alrededor de 20 pasos glaciares eran conocidos con seguridad antes del año 1600, alrededor de 25 más antes de 1700, y todavía otros 20 antes de 1800. Desde que P.A. Arnod (un oficial del ducado de Aosta) intentó "re-abrir" el Col du Ceant en 1689, una tentativa que puede contabilizarse como realizada por un no nativo, los registros históricos no muestran ninguna otra actividad semejante hasta el último cuarto del siglo XVIII. Algo semejante sucedió con las cimas más altas, y los dos primeros ascensos conocidos correspondieron a personas no nativas, el del monte Rochemelon en 1358 emprendido en cumplimiento de un voto monástico, y el del Mont Aiguille en 1492 por orden de Carlos VIII de Francia, con el propósito de rebatir la inmensa reputación de inaccesibilidad de la montaña. En 1555, Conrad Gesner no llegó a coronar el monte Pilatus, ascendiendo únicamente el montículo herboso de Gnepfstein, la más occidental y de menor altura de las Siete Cumbres.

## Principios delsigloXIX
Los dos primeros hombres que realmente exploraron de manera sistemática las regiones de hielo y nieve fueron Horace-Bénédict de Saussure (1740-1799), por lo que se refiere a los Alpes Peninos, y el monje benedictino de Disentis/Mustér, Placidus a Spescha (1752-1833, la mayor parte de cuyos ascensos se hicieron antes de 1806), en los valles en las fuentes del Rin. A principios del siglo XIX la familia Meyer de Aarau conquistaron en persona la Jungfrau (1811) y por delegación el Finsteraarhorn (1812), antes de abrir varios pasos por glaciares, su energía se limitópor entero al Oberland bernés. Su obra pionera fue continuada en aquel distrito, así como otros, por una serie de suizos, prominentes entre ellos fueron Gottlieb Samuel Studer (1804-1890) de Berna, y Edouard Desor (1811-1882) de Neuchâtel. El primer escalador inglés conocido en los Alpes fue el coronel Mark Beaufoy (1764-1827), quien en 1787 hizo un ascenso (el cuarto) del Mont Blanc, una montaña a la que sus compatriotas se dedicaron por mucho tiempo en exclusiva, con unas pocas excepciones notables, como el Principal J.D. Forbes (1809-1868), A.T. Malkin (1803-1888), John Ball (1818-1889), y Sir Alfred Wills (1828-1912). 
En los Alpes orientales la exploración seria comenzó con el primer ascenso del Grossglockner en 1800, iniciado por Franz-Xaver Salm-Raifferscheid, arzobispo de Gurk. Alrededor del macizo del Monte Rosa, la familia Vincent, Josef Zumstein (1783-1861), y Giovanni Gnifetti (1801-1867) hicieron un buen trabajo durante el medio siglo entre 1778 y 1842, mientras en los Alpes orientales el archiduque Juan (1782-1850), el príncipe F. J. C. von Schwarzenberg, arzobispo de Salzburgo (1809-1885), Valentine Stanig (1774-1847), Adolf Schaubach (1800-1850), sobre todo, P.J. Thurwieser (1789-1865), merecen ser recordados como pioneros en la primera mitad del siglo XIX.

## Finales delsigloXIX
A principios de la década de los cincuenta del siglo XIX, el gusto por el montañismo se desarrolló rápidamente por varias razones diferentes: se le dio un gran impulso gracuias a la fundación de varios Clubes Alpinos, cada uno de los cuales reunió a los escaladores que vivían en el mismo país. El primero fue el Alpine Club británico, fundado en el invierno de 1857-1858, seguido en 1862 por el Club Alpino Austríaco que se fusionó en 1873, bajo el nombre de Club Alpino Austro-Alemán, con el Club Alpino Alemán (Deutscher Alpenverein), fundado en 1869, en 1863 por los Clubes Alpinos Italiano y Suizo, y en 1874 por el Club Alpino Francés, por no mencionar numerosas sociedades menores de carácter más local. Fue por miembros de estos clubes (y unos poco smás) que se llevó a cabo la exploración minuciosa de los Altos Alpes, mientras que se había hecho mucho en materia de construcción de cabañas de clubes, organizando y formando guías, etc., para facilitar el camino a los que posteriormente llegaran, quienes se beneficiarían de la información detallada publicada en las publicaciones periódicas (las primeras datan sólo de 1863) emitidas por estos clubes.

## Primer ascenso de los principales picos
Las siguientes dos listas añadidas dan las fechas del primer ascenso de los mayores picos (aparte de los dos ascendidos en 1358 y en 1402, véase más arriba), logrados antes y después del 1 de enero de 1858.   

### Antes del 1 de enero de 1858
- Titlis (1744)
- Ankogel (1762)
- Triglav (1778)
- Mont Vélan (1779)
- Mont Blanc (1786)
- Rheinwaldhorn (1789)
- Grossglockner (1800)
- Ortler (1804)
- Jungfrau (1811)
- Finsteraarhorn (1812)
- Zumsteinspitze (1820)
- Tödi (1824)
- Altels (1834)
- Piz Linard (1835)
- Großvenediger (1841)
- Lauteraarhorn, Signalkuppe (1842)
- Wetterhorn (1854)
- Mont Pelvoux (1848)
- Diablerets, Piz Bernina (1850)
- Monte Rosa, Mont Blanc du Tacul, Weissmies (1855)
- Laquinhorn (1856)
- Pelmo (1857)

### Después del 1 de enero de 1858
- Dom, Eiger, Nadelhorn, Piz Morteratsch, Wildstrubel (1858)
- Aletschhorn, Bietschhorn, Grand Combin, Grivola, Rimpfischhorn (1859)
- Alphubel, Blüemlisalphorn, Gran Paradiso, Grande Casse (1860)
- Cástor, Liskamm, Monviso, Schreckhorn, Weisshorn, Wildspitze (1861)
- Dent Blanche, Gross Fiescherhorn, Monte Disgrazia, Täschhorn (1862)
- Dent d'Hérens, Parrotspitze, Piz Zupò (1863)
- Aiguille d'Argentière, Balmhorn, Barre des Écrins, Marmolada, Mont Dolent, Pólux, Presanella, Zinalrothorn (1864)
- Aiguille Verte, Grand Cornier, Cervino, Ober Gabelhorn, Piz Roseg, Tschingelhorn (1865)
- Piz Cengalo (1866)
- Piz Palü (1866/1868)
- Civetta, Piz Badile (1867)
- Bellavista, Grandes Jorasses (1868)
- Hohberghorn, Langkofel (1869)
- Ailefroide, Cimon della Pala, Lenzspitze (1870)
- Portjengrat, Aiguille du Plan (1871)
- Les Droites, Mont Collon (1876)
- Meije, Mont Blanc de Courmayeur, Piz Scerscen, Pic Coolidge (1877)
- Aiguille du Dru, Les Bans, Mont Maudit (1878)
- Dürrenhorn (1879)
- Aiguille des Grands Charmoz, Olan (1880)
- Aiguille du Grépon (1881)
- Dent du Géant (1882)
- Bishorn (1884)
- Aiguille Blanche de Peuterey (1885)
- Stecknadelhorn (1887)
- Fletschhorn (1889)